# Athyrium tenuifrons
Athyrium tenuifrons là một loài thực vật có mạch trong họ Woodsiaceae. Loài này được (Wall. ex C. Hope) Punetha miêu tả khoa học đầu tiên năm 1985.